# هانس شاک
هانس شاک (انگلیسی: Hans Schack؛ ۲۸ اکتبر ۱۶۰۸ – ۲۷ فوریه ۱۶۷۶ (۶۷ ساله)) فرد نظامی اهل دانمارک بود. وی همچنین برندهٔ جوایزی همچون نشان فیل شده‌است.